# Kiwa puravida
Kiwa puravida – gatunek głębinowego skorupiaka z rodziny Kiwaidae.
Został odkryty w czerwcu 2006 roku w pobliżu metanowego komina hydrotermalnego niedaleko wybrzeży Kostaryki. Żaden z dwóch zebranych początkowo osobników nie był kompletny – holotypowy samiec nie miał dwóch tylnych odnóży krocznych z lewej strony, zaś paratypowy samiec nie miał prawego chelipedium i dwóch tylnych odnóży krocznych z prawej strony. W 2009 roku zebrano kolejnych kilkanaście okazów. Sześć odnalezionych samic miało karapaks o długości pomiędzy 4,9 a 24,5 mm, natomiast długość pancerza siedmiu samców wahała się pomiędzy 7,4 a 38,6 mm. Ogólną budową ciała Kiwa puravida przypomina Kiwa hirsuta, jednak różni się od niego co najmniej dziesięcioma cechami anatomicznymi, a ich zasięgi występowania dzieli 6500 km. Ponadto prowadzą one nieco odmienny tryb życia, występując na różnej głębokości: K. puravida – około 1000 m, a K. hirsuta – ponad 2200 m.
Jako nowy gatunek Kiwa puravida została opisana przez Andrew Thurbera, Williama Jonesa i Kareen Schnabel w 2011 roku. Epitet gatunkowy puravida (hiszp. „czyste życie”) pochodzi od często stosowanego w Kostaryce powiedzenia. Zarówno morfologiczne podobieństwo, jak i analizy molekularne potwierdzają bliskie pokrewieństwo Kiwa puravida z Kiwa hirsuta, również bakterie (ε- i γ-proteobakterie) żyjące na porośniętych wydłużonymi szczecinkami szczypcach tych dwóch gatunków są blisko spokrewnione. Badania przeprowadzone po odkryciu dwóch kolejnych przedstawicieli Kiwaidae sugerują jednak, że K. puravida jest taksonem siostrzanym dla kladu obejmującego wszystkie pozostałe Kiwaidae. Prawdopodobnie linia ewolucyjna prowadząca do K. puravida oddzieliła się od pozostałych Kiwaidae około 19 mln lat temu.
Analizy izotopowe i wykorzystujące biomarkery potwierdzają, że symbiotyczne bakterie stanowią główne pożywienie Kiwa puravida. Kraby mają wyspecjalizowane szczecinki na trzecich maxillipediach, którymi zeskrobują bakterie z innych szczecinek pokrywających m.in. szczypce i mostek, a następnie przenoszą do otworu gębowego. Thurber i in. obserwowali, jak K. puravida powoli wymachują szczypcami, prawdopodobnie po to, by zapewnić zasiedlającym je bakteryjnym symbiontom tlen oraz siarczki i metan. Późniejsze analizy dowiodły, że bakterie żyjące na K. puravida były znacznie bardziej różnorodne – należą one do nawet 46 różnych rodzin. W jajach krabów znacznie mniej liczne niż u dorosłych zwierząt są Helicobacteraceae, zaś liczniejsze – Thiotrichaceae i Methylococcaceae.